# Archipiélago de los Jardines de la Reina
Jardines de la Reina es un archipiélago del mar Caribe en la parte sureste de Cuba, ubicada en las provincias de Camagüey y Ciego de Ávila entre el golfo de Ana María (noroeste), el golfo de Guacanayabo (sur) y el canal de Caballones (oeste).
Fue llamado así por Cristóbal Colón en honor a la reina de España, Isabel I de Castilla. Actualmente es uno de los parques nacionales de Cuba y una de las áreas protegidas más grandes de Cuba, abarcando una extensión de 2170 km².

## Islas
Incluye más de 600 cayos entre los que destacan:
- Cayo Caguamas
- Cayos Cinco Balas
- Cayo de Las Doce Leguas
- Cayo Anclitas
- Cayo Algodón Grande
- Cayos Pingues
- Cayos Granada
- Cayos Ana María
- Cayo Bretón
- Cayo Caballones